# Église Saint-Urbain de Šober
L'église Saint-Urbain (slovène : cerkev sv. Urbana) est un édifice religieux catholique situé à Šober (sl), en Slovénie.

## Histoire
Une église sur ce lieu est mentionnée dans une source de 1352. En 1785, face au délabrement de l'édifice existant alors, la décision est prise de le démolir. Sur ses vestiges, un nouvel édifice est édifié entre 1855 et 1860. Il est dédicacé le 8 juillet 1860 par le prélat Anton Martin Slomšek (sl).